# Иннопром
«Иннопром» — международная промышленная выставка в России, проводится в Екатеринбурге ежегодно с 2010 года. Начиная с 2011 года проходит на базе выставочного комплекса «Екатеринбург-Экспо». Организаторы — Министерство промышленности и торговли Российской Федерации и ООО «Бизнес Ивент». В 2012 году Правительство России присвоило выставке «Иннопром» федеральный статус.
В выставке участвуют российские и зарубежные компании, представляющие свои инновационные разработки и проекты. Форум проходит в виде пленарных заседаний, круглых столов, деловых встреч и переговоров, дискуссий, презентационных сессий, мастер-классов, в которых принимают участие бизнесмены, эксперты, учёные и политические деятели не только из России, но и со всего мира. «Иннопром» является главным в России мероприятием, посвященным новейшим технологиям и разработкам в сфере промышленности, а также главной экспортной площадкой для российских промышленных компаний.

## История

### «Иннопром-2010»
Участниками выставки, которая состоялась в период с 15 по 19 июля 2010 года, как утверждают организаторы, стали более 500 компаний из различных отраслей промышленности, более половины представляли Свердловскую область. Как утверждают организаторы, количество посетителей выставки превысило 20 тыс. человек. В павильонах площадью 46 тыс. м² было размещено около 10 тыс. м² экспозиционных стендов, а ещё 6 тыс. м² заняла уличная экспозиция. В рамках форума было проведено 82 деловых мероприятия, а также 16 пресс-конференций и брифингов. В дни проведения «Иннопрома-2010» было подписано 21 соглашение на общую сумму более 43 млрд рублей.

### «Иннопром-2011»

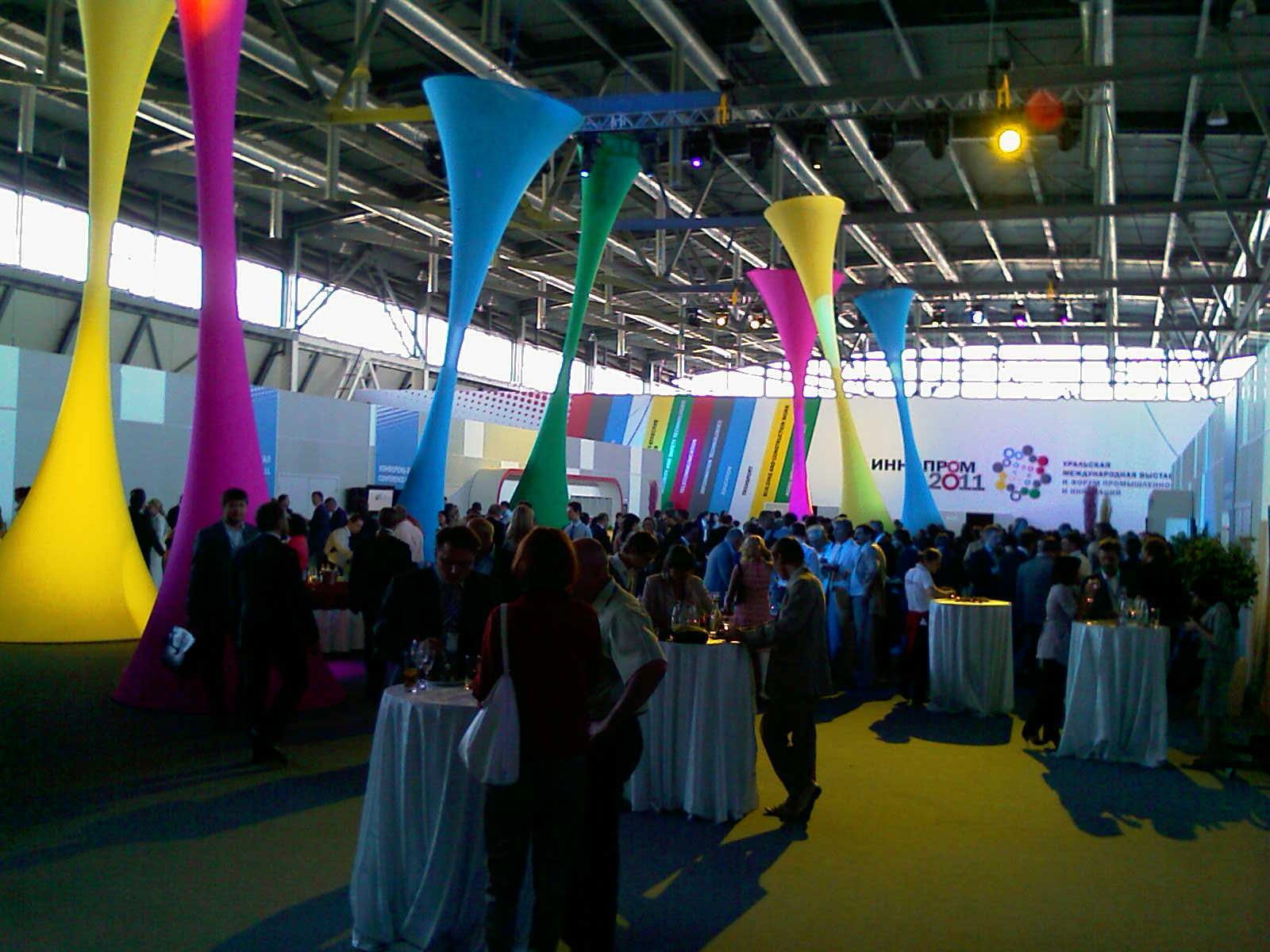
«Иннопром-2011»

С 14 по 17 июля 2011 года проходила вторая выставка «Иннопром». Как утверждают организаторы, в работе форума и выставки приняли участие 400 компаний и около 43 тыс. человек из 30 стран мира. Общая выставочная площадь, на которой была размещена деловая часть и более 400 экспонентов, составила 50 тыс. м².
По итогам работы выставки и форума были подписаны соглашения на сумму более чем 180 млрд рублей и заключено ещё 39 соглашений, 10 из которых подписаны губернатором Свердловской области Александром Мишариным.

### «Иннопром-2012»

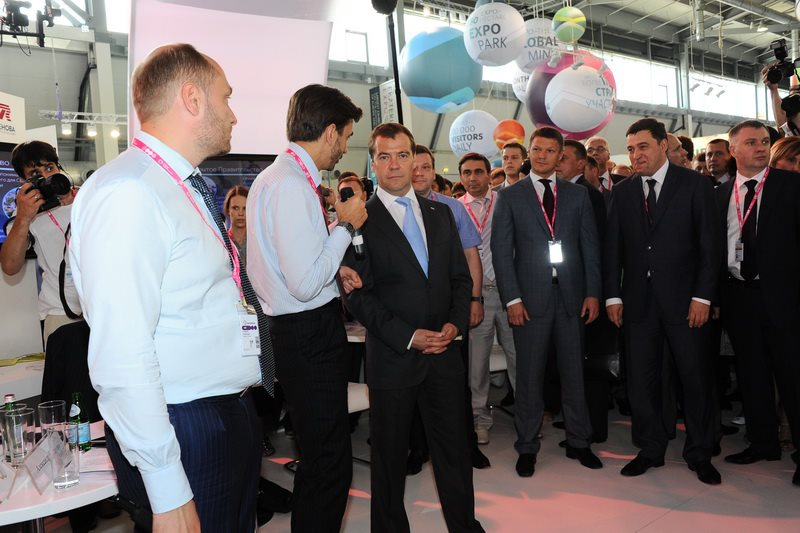
Дмитрий Медведев на «Иннопроме-2012»

Третья выставка проходила с 12 по 15 июля 2012 года. Как утверждают организаторы, в выставке приняло участие более 500 экспонентов. За 4 дня «Иннопром» посетили около 57 тыс. человек, отмечено участие 38 иностранных делегаций из 32 стран мира, подписание 34 долгосрочных соглашений на общую сумму 182,5 млрд рублей.
Впервые на «Иннопроме» появилась главная тема выставки и форума. Тема выставки и форума: «Технологии для человека: планируем будущее, строим будущее». В рамках деловой программы прошло более 90 круглых столов и презентаций, в качестве спикеров выступили руководители государства и регионов, крупнейшие бизнесмены, в работу форума был вовлечен широкий круг специалистов из разных областей — от психологов до футурологов.
Председатель Правительства РФ Дмитрий Медведев выступил на главном пленарном заседании «Строим будущее: промышленный рост для человека». В своем обращении он объявил о решении Правительства присвоить выставке федеральный статус.

### «Иннопром-2013»
Четвертую промышленную выставку «Иннопром», которая проходила с 11 по 14 июля 2013 года, по утверждению организаторов, посетили более 53 тыс. человек.
В рамках «Иннопрома-2013» было организовано более 150 мероприятий, включая международные конференции, круглые столы и форумы с участием делегаций из США, Германии, Китая, Канады, Японии, Латинской Америки и арабских стран.
Тема выставки: «Глобальная промышленность: стратегии и риски».
В 2013 году Дмитрий Медведев присвоил выставке «Иннопром» международный статус.

### «Иннопром-2014»

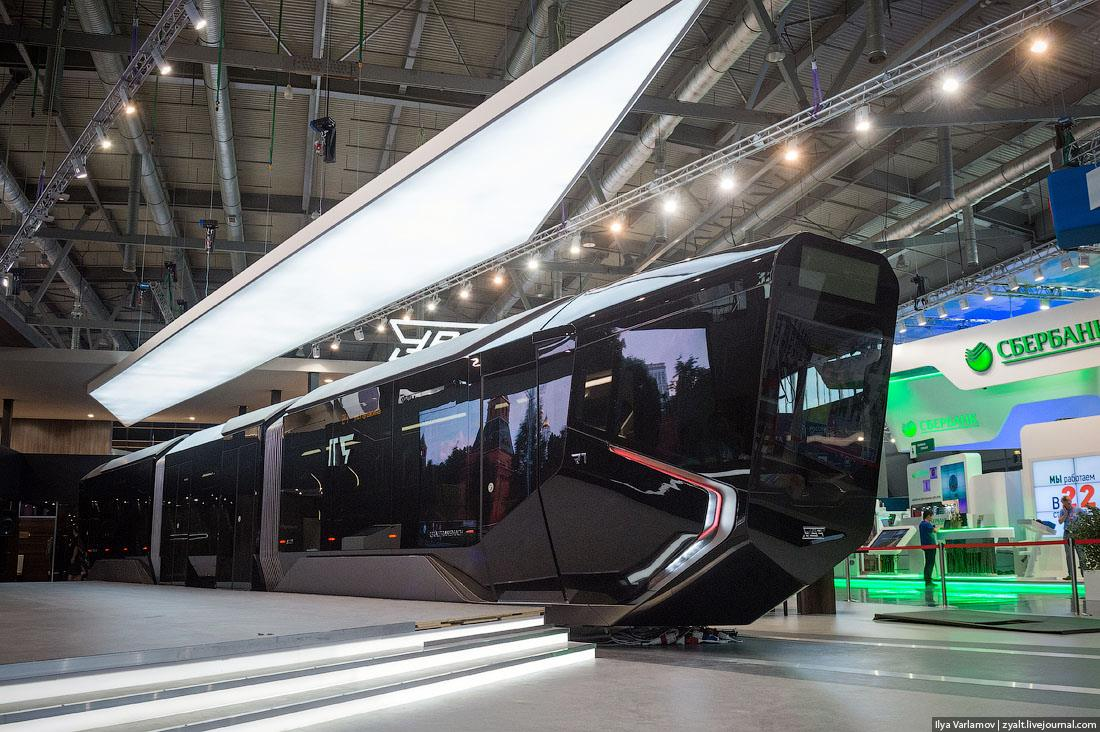
Концепт-трамвай Russia One на выставке «Иннопром-2014»

Пятый «Иннопром» проходил с 9 по 12 июля 2014 года. По сообщению организаторов, форум посетили более 46 тыс. человек.
Тема выставки: «Интеллектуальная промышленность: автоматизация производства, робототехника и новые материалы».
В 2014 году Минпромторгом России была учреждена Национальная промышленная премия Российской Федерации «Индустрия», церемония вручения которой прошла в рамках «Иннопрома-2014». Лауреатом премии стало ЗАО «Биокад» за MabNext — проект по созданию инновационных лекарственных препаратов на основе моноклональных антител. Премию вручил председатель Правительства РФ Дмитрий Медведев. С 2014 года церемония вручения премии ежегодно проходит в рамках выставки «Иннопром».

### «Иннопром-2015»
Шестая выставка проходила с 8 по 11 июля 2015 года. «Иннопром-2015». По словам организаторов, её посетили 52 тыс. человек, в том числе делегаты из 70 государств.
Тема выставки: «Производственная эффективность».
В рамках форума состоялось более 120 мероприятий, подписано более 50 официальных документов, среди которых соглашения о сотрудничестве и партнёрстве, меморандумы о взаимопонимании, а также контракты и договоры.
Впервые у выставки появилась страна-партнер. В 2015 году ей стала Китайская Народная Республика.
«Иннопром-2015» посетили министр промышленности Аргентины Дебора Джорджи, министр промышленности Кубы Сальвадор Пардо Крус, министр промышленности и торговли Чехии Ян Младек, мэр города Харбин Сун Сибинь. Также были представители ассоциации европейского бизнеса в России, американской торговой палаты и т. д..

### «Иннопром-2016»
Седьмая выставка «Иннопром» проходила с 11 по 14 июля 2016 года. По данным организаторов мероприятия, выставку посетили 48 тыс. человек. В экспозиции были представлены 638 компаний, две трети которых — иностранные. Деловая программа насчитывала 150 мероприятий и собрала свыше пятисот спикеров.
Тема выставки: «Промышленность и производственная кооперация».
Партнёром выставки выступала Индия.
В главной стратегической сессии «Industry + internet» принял участие председатель Правительства РФ Дмитрия Медведева.
Деловую программу 2016 года поддержали 49 партнёров. По итогу мероприятия было подписано 76 соглашений на 4,5 млрд рублей.

### «Иннопром-2017»

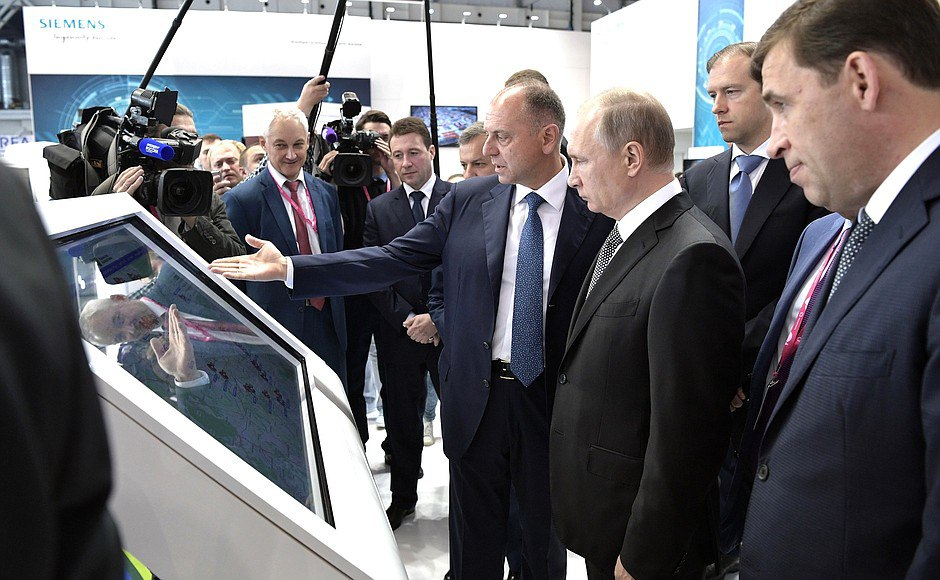
Владимир Путин на «Иннопроме-2017»

Восьмая выставка проходила с 10 по 13 июля 2017 года.
9 июля в открытии выставки принял участие Президент Российской Федерации Владимир Путин. Мероприятие посетили более 600 участников из 20 стран.
Тема выставки: «Иннопром-2017» — «Умное производство: глобальный подход».
Партнёром выставки стала Япония.

#### Ключевые разделы выставки
- Металлообработка (в 2017 стартует как отдельная выставка),
- Автоматизация производства,
- Машиностроение и производство компонентов,
- Технологии для энергетики,
- Энергетика и энергоэффективность[29].

### «Иннопром-2018»
Девятая выставка «Иннопром» проходила с 9 по 12 июля 2018 года. Выставку посетили более 46 тыс. человек. Свои стенды на выставке разместили более 600 компаний из 20 стран мира.
Тема выставки: «Цифровое производство».
Главная стратегическая сессия «Люди, Машины, Софт: эффективность взаимодействия» в которой в роли спикера принял участие заместитель председателя правительства РФ Дмитрий Козак.
Партнёром выставки стала Республика Корея.

### «Иннопром-2019»
Десятая выставка прошла с 8 по 11 июля 2019 года. На выставочной площади были размещены более 600 экспонентов из 22 стран мира.
Тема выставки: «Цифровое производство: интегрированные решения» привлекла более 43 тысяч посетителей и более 1300 представителей СМИ.
Главная стратегическая сессия: «Чемпионы цифровой гонки: стратегии конкуренции». В открытии принял участие Президент Российской Федерации Владимир Путин.
Партнёром выставки стала Турецкая Республика.

### «Иннопром-2020»
Минпромторг России отменил Международную промышленную выставку «Иннопром-2020», которая должна была пройти 7-10 июля 2020 года в Екатеринбурге. Решение об отмене выставки связано с неблагоприятной эпидемиологической обстановкой в мире и направлено на предупреждение и предотвращение распространения новой коронавирусной инфекции COVID-19.

### «Иннопром-2021»
Одиннадцатая выставка прошла с 5 по 8 июля 2021 года. Более 500 компаний приняли участие в выставке (из них 35% — иностранные), а всего свои делегации прислали более 1800 компаний, ассоциаций и регионов России. За четыре дня выставку посетили 20 тыс. человек.
Тема выставки: «Гибкое производство». Мероприятие посетил Председатель Правительства России Михаил Мишустин.
Главная стратегическая сессия: «Гибкое производство. Максимальная адаптация».
Партнёром выставки стала Итальянская Республика.

### «Иннопром-2022»
Двенадцатая международная промышленная выставка прошла с 4 по 7 июля 2022 года. Всего Свердловская область приняла гостей из 47 стран мира и 60 регионов России. «Иннопром-2022» посетили более 43 тыс. человек. Участники выставки подписали соглашения на общую сумму более 500 млрд руб.
Тема выставки: «Промышленный переход: от вызовов к новым возможностям».
Главная стратегическая сессия: «Промышленный переход: опыт лидеров». На сессии выступил Председатель Правительства России Михаил Мишустин.
Страна партнёр в 2022 году — Республика Казахстан. Делегацию Казахстана возглавил премьер-министр республики Алихан Смаилов.

### «Иннопром-2023»
Тринадцатая выставка прошла с 10 по 13 июля 2023 года. Главная тема выставки: «Устойчивое производство: стратегии обновления». Страна-партнёр выставки — Белоруссия. Промышленные предприятия Белоруссии подписали на «Иннопроме» контракты на 17 млрд рублей.
На выставке был представлен Международный фестиваль университетского спорта.

### «Иннопром-2024»
Четырнадцатая выставка прошла с 8 по 11 июля 2024 года. Страна-партнёр выставки — Объединённые Арабские Эмираты. Ключевая тема мероприятия — «Технологическое партнерство: формируя образ будущего».
Промышленные предприятия Белоруссии подписали на «Иннопроме» контракты на $387 млн, по сравнению с суммой около $240 млн за 2023 год.

### «Иннопром-2025»
Пятнадцатая выставка прошла c 7 по 10 июля 2025 года. Страна-партнёр выставки — Королевство Саудовская Аравия. Главная тема  — «Технологическое лидерство: индустриальный прорыв».

## Выставки Иннопром за пределами России
С 2021 года в Ташкенте проходит выставка «ИННОПРОМ. Центральная Азия», в первый год работы называвшаяся «Иннопром. Большая промышленная неделя в Узбекистане». Выставка проходила в апреле в 2021, 2022, 2023, 2024, 2025 годах. В 2024 году вице-премьер Узбекистана Жамшид Ходжаев заявил, что выставка стала традиционным и знаковым мероприятием узбекско-российского сотрудничества.
В 2023 году с 25 по 27 сентября в Астане прошла выставка «Иннопром. Казахстан», ставшая продолжением партнёрства Республики Казахстан в 2022 году. В выставке приняли участие предприятия России, Белоруссии и Армении. Выставку посетили более 10 тысяч человек, среди спикеров — премьер-министр Казахстана Алихан Смаилов, председатель правительства РФ Михаил Мишустин, премьер-министр Белоруссии Роман Головченко, председатель кабинета министров Киргизии Акылбек Жапаров.
С 29 сентября по 1 октября 2025 года запланировано проведение выставки «Иннопром. Беларусь» в Минске.